# Mi princesa
«Mi princesa» es una balada interpretada por el cantante español David Bisbal, procedente de su cuarto álbum de estudio, Sin mirar atrás (2009).

## Canción
La canción es el segundo sencillo del disco Sin mirar atrás y fue lanzada a finales de 2009. Ha sido muy acogida por el público, ganando así algunos premios importantes.  La canción fue compuesta por David Bisbal y Amaury Gutiérrez y producida por Sebastián Krys. La canción posee una gran sensibilidad y está formada por texturas acústicas. Todo esto convierte a la canción en la más  intima y romántica del disco. La canción también se caracteriza por incluir en ella un cuarteto de cuerda, que también reforzó el romanticismo que necesitaba la historia.  El romanticismo que envuelve la canción habla sobre la tristeza y el sacrificio que un hombre es capaz de llevar a cabo con tal de conseguir la mujer amada por él. La canción dura 3 minutos y 22 segundos.

## Video musical
Para la grabación del videoclip se buscó un lugar que tuviera las características necesarias para reflejar nostalgia y romanticismo a las imágenes. Así, se eligió las afueras de la Ciudad de México. En este lugar, para la realización del video, el cantante trabajó con tres modelos vestidas de blanco y  rastros de sangre. El objetivo de la sangre es el de representar simbólicamente el dolor experimentado debido al desamor. El videoclip de esta nueva canción fue filmado en blanco y negro  y fue dirigido por el director mexicano Ángel Flores. El cantante asegura que “Mi princesa es mucho más que una canción, es como un cuento, que ya se ha convertido en uno de los temas talismán de mi carrera”.